# Outside Lands Music and Arts Festival
Het Outside Lands Music and Arts Festival is een muziekfestival dat jaarlijks gehouden wordt in het Golden Gate Park van de Amerikaanse stad San Francisco.

## 2008
De eerste editie werd gehouden van 22 tot 24 augustus 2008. In dat weekend gaven 60 artiesten een optreden, verdeeld over vijf podia.

### 22 augustus
- Radiohead
- Beck
- Manu Chao
- The Black Keys
- Cold War Kids

- Steel Pulse
- Lyrics Born
- Black Mountain
- Benevento/Russo Duo
- The Felice Brothers

- Howlin Rain
- The Dynamites feat. Charles Walker
- Carney

### 23 augustus
- Tom Petty and the Heartbreakers
- Ben Harper and the Innocent Criminals
- Primus
- CAKE
- Steve Winwood
- Cafe Tacvba
- Lupe Fiasco

- Regina Spektor
- Galactic's Crescent City Soul Krewe
- M. Ward
- Devendra Banhart
- Matt Nathanson
- Sean Hayes
- Two Gallants

- Dredg
- Abigail Washburn and the Sparrow Quartet feat. Béla Fleck
- The Walkmen
- Kaki King
- The Coup
- Liars

### 24 augustus
- Jack Johnson
- Wilco
- Widespread Panic
- Rodrigo Y Gabriela
- Broken Social Scene
- Andrew Bird
- Sharon Jones and the Dap Kings
- Drive-By Truckers
- Toots and the Maytals

- Stars
- Rogue Wave
- Animal Liberation Orchestra
- Jackie Greene
- Los Amigos Invisibles
- Mike Gordon
- The Cool Kids
- Grace Potter and the Nocturnals
- Little Brother

- Bon Iver
- Vienna Teng
- The Mother Hips
- The Mighty Underdogs feat. Gift of Gab
- Lateef and Headnonic
- Nicole Atkins & the Sea
- Sila and the Afrofunk Experience
- K'naan
- Culver City Dub Collective

## 2009

### 28 augustus
- Pearl Jam
- Incubus
- Thievery Corporation
- Tom Jones
- Silversun Pickups
- The National
- Q-Tip
- Built to Spill
- Midnite
- Kinky

- Tea Leaf Green
- Autolux
- The Dodos
- Los Campesinos!
- Akron/Family
- The Duke Spirit
- Zee Avi
- Blind Pilot
- SambaDa
- West Indian Girl

### 29 augustus
- Dave Matthews Band
- The Black Eyed Peas
- The Mars Volta
- Jason Mraz
- TV on the Radio
- Conor Oberst & The Mystic Valley Band
- Robert Randolph and the Family Band
- Mastodon
- Raphael Saadiq
- Os Mutantes
- Street Sweeper Social Club
- JJ Grey & Mofro

- Deerhunter
- Lila Downs
- Zion I
- Bat for Lashes
- Trombone Shorty & Orleans Avenue
- Groundation
- Dengue Fever
- The Dirtbombs
- Portugal. The Man
- Ryan Bingham
- Extra Golden
- Infantree

### 30 augustus
- Tenacious D
- M.I.A.
- Ween
- Modest Mouse
- Band of Horses
- The Dead Weather
- Atmosphere
- Lucinda Williams
- Alpha Blondy
- Brett Dennen
- The Avett Brothers

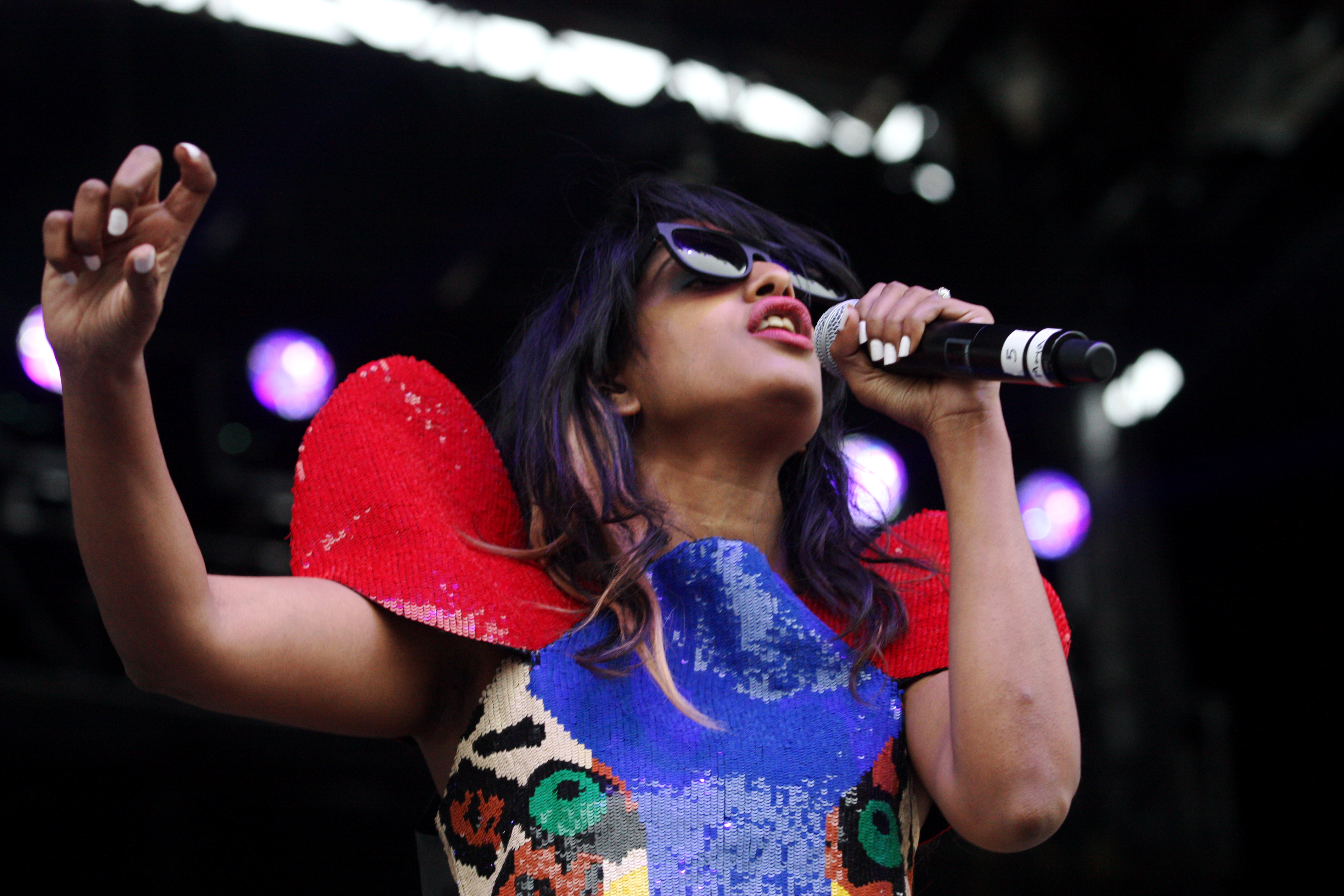
Optreden van M.I.A. IN 2009.

- Calexico
- Bettye LaVette
- Heartless Bastards
- Cage The Elephant
- Lenka
- John Vanderslice
- Matt and Kim
- The Morning Benders
- Darondo with Nino Moschella
- Big Light

## 2010

### 14 augustus
- Furthur feat. Phil Lesh and Bob Weir
- The Strokes
- My Morning Jacket
- Gogol Bordello
- The Levon Helm Band
- Cat Power
- Wolfmother
- Bassnectar
- Pretty Lights
- Tokyo Police Club
- Beats Antique

- Rebirth Brass Band
- Wild Beasts
- Sierra Leone's Refugee All Stars
- Daniel Lanois' Black Dub
- Langhorne Slim
- Mayer Hawthorne and The County
- The Pimps of Joytime
- Electric Six
- Dawes
- The Soft Pack
- People Under The Stairs

### 15 augustus
- Kings of Leon
- Phoenix
- Social Distortion
- Al Green
- Nas and Damian "Jr. Gong" Marley
- Empire of the Sun
- Chromeo
- Edward Sharpe & the Magnetic Zeros
- The Temper Trap
- Janelle Monae
- Amos Lee
- The Devil Makes Three

- Alexander O'Neal
- The Budos Band
- Aterciopelados
- Garage a Trois feat. Stanton Moore
- Marco Benevento
- Skerik and Mike Dillon
- People Under The Stairs
- Vieux Farka Toure
- Nneka
- The Whigs
- Little Wings

## 2011
- Muse
- Phish
- Arcade Fire
- The Black Keys
- Deadmau5
- The Shins
- MGMT
- Girl Talk
- The Decemberists
- John Fogerty
- Erykah Badu
- The Original Meters
- Beirut
- The Roots
- Arctic Monkeys
- Big Audio Dynamite
- STS9
- Warren Haynes Band
- Big Boi
- Major Lazer
- Little Dragon

- Julieta Venegas
- Sia
- OK GO
- The Greyboy Allstars
- Josh Ritter & The Royal City Band
- Old 97's
- Mavis Staples
- Latryx feat. Lyrics Born and Lateef

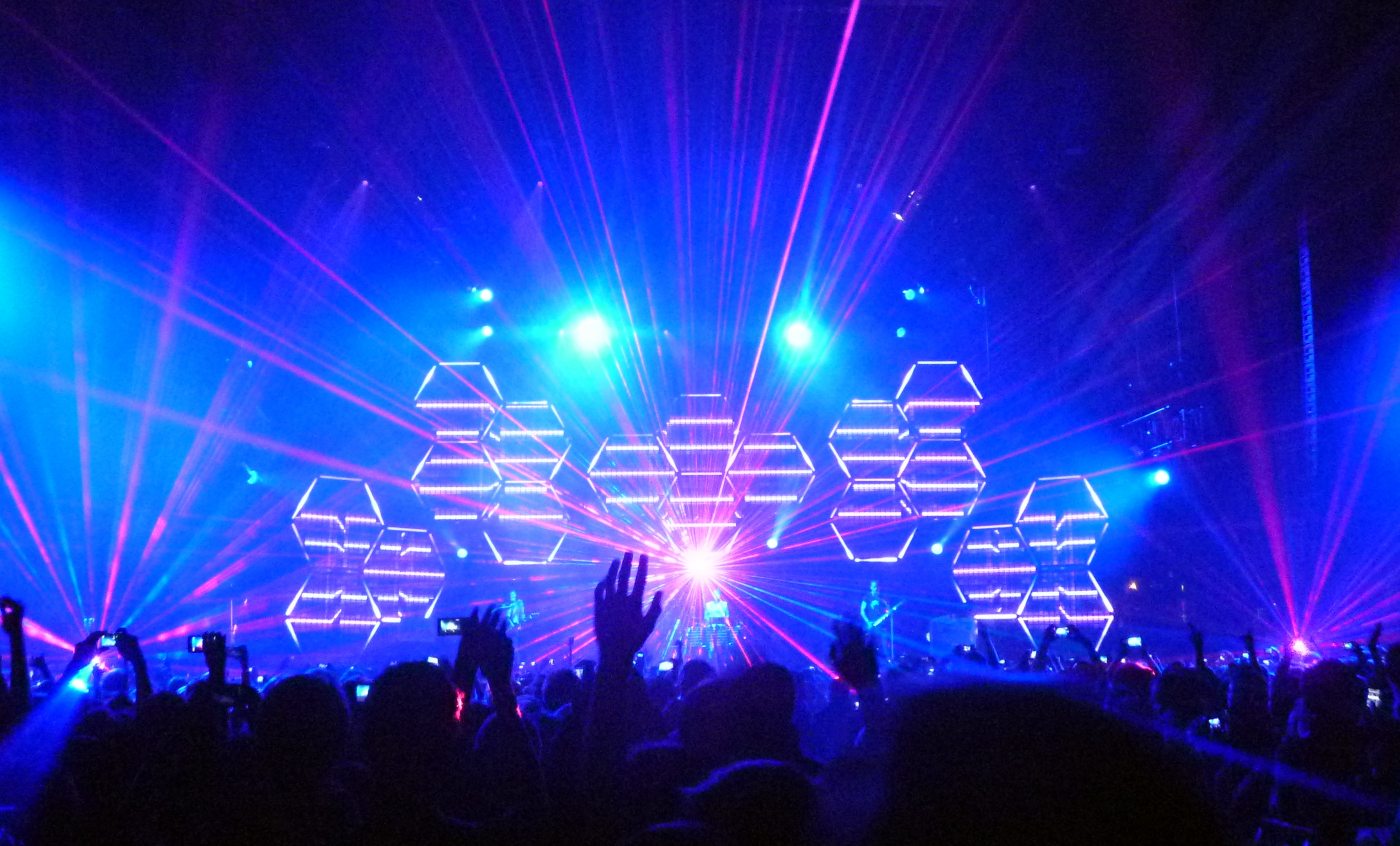
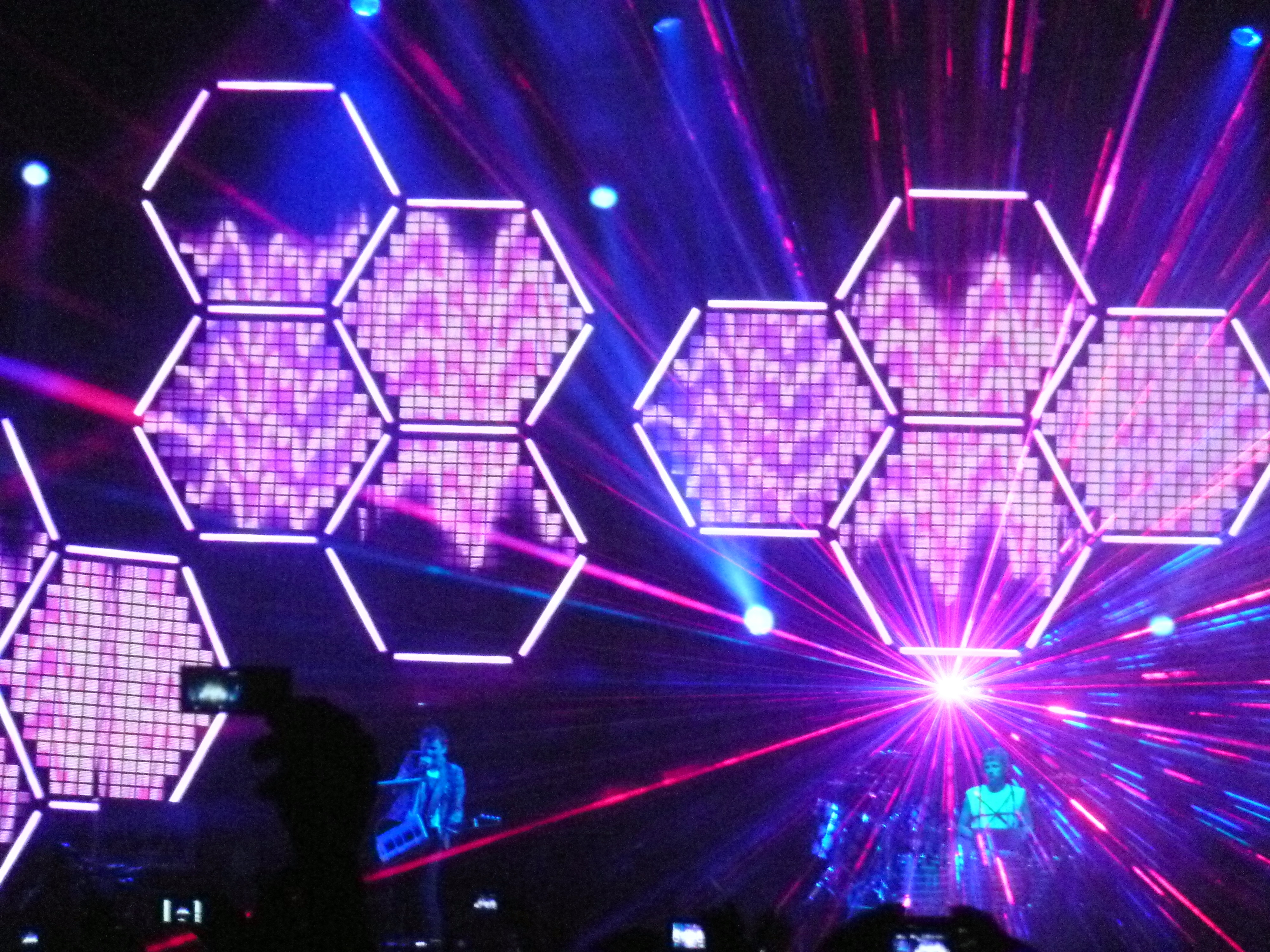
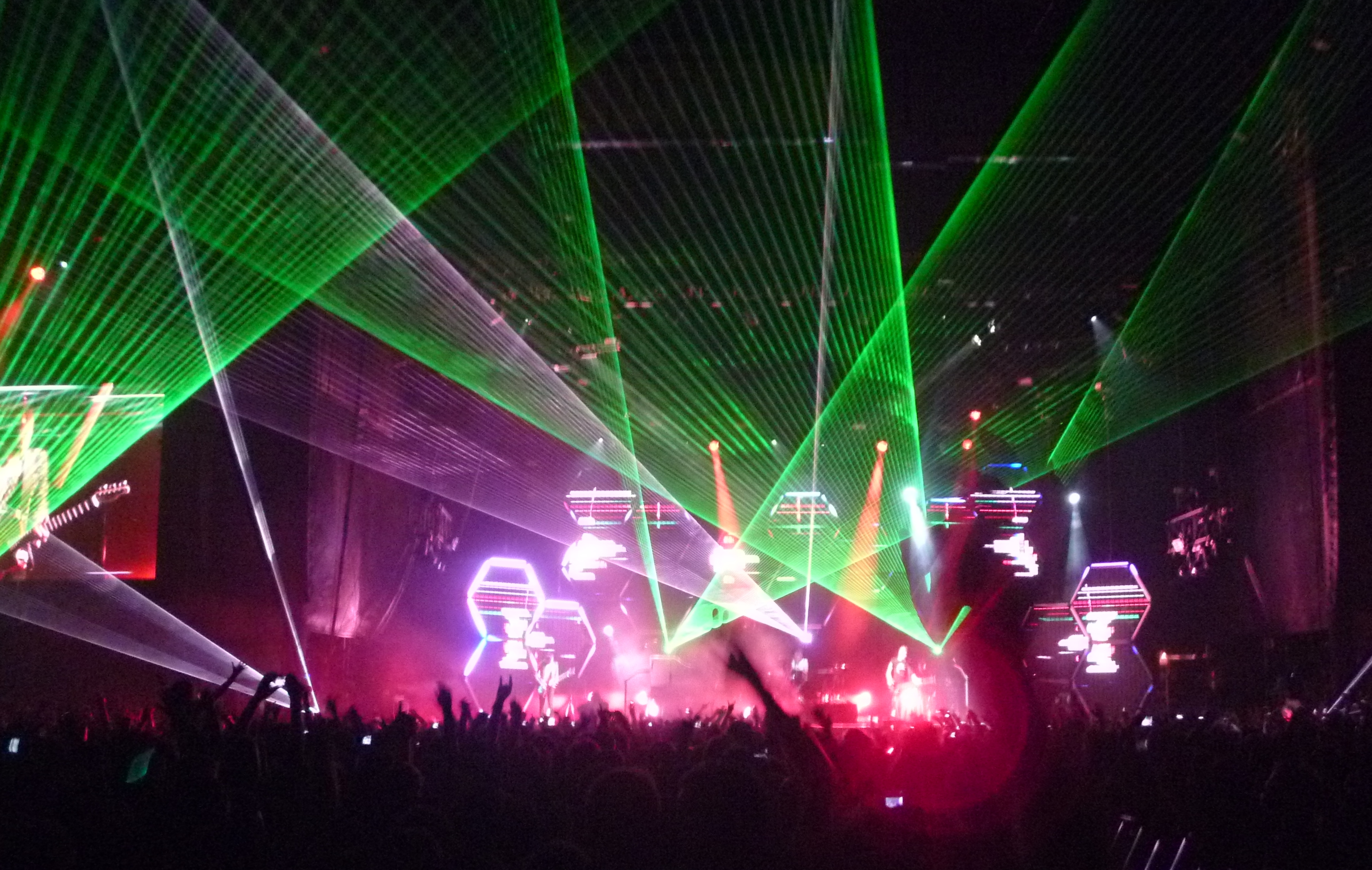
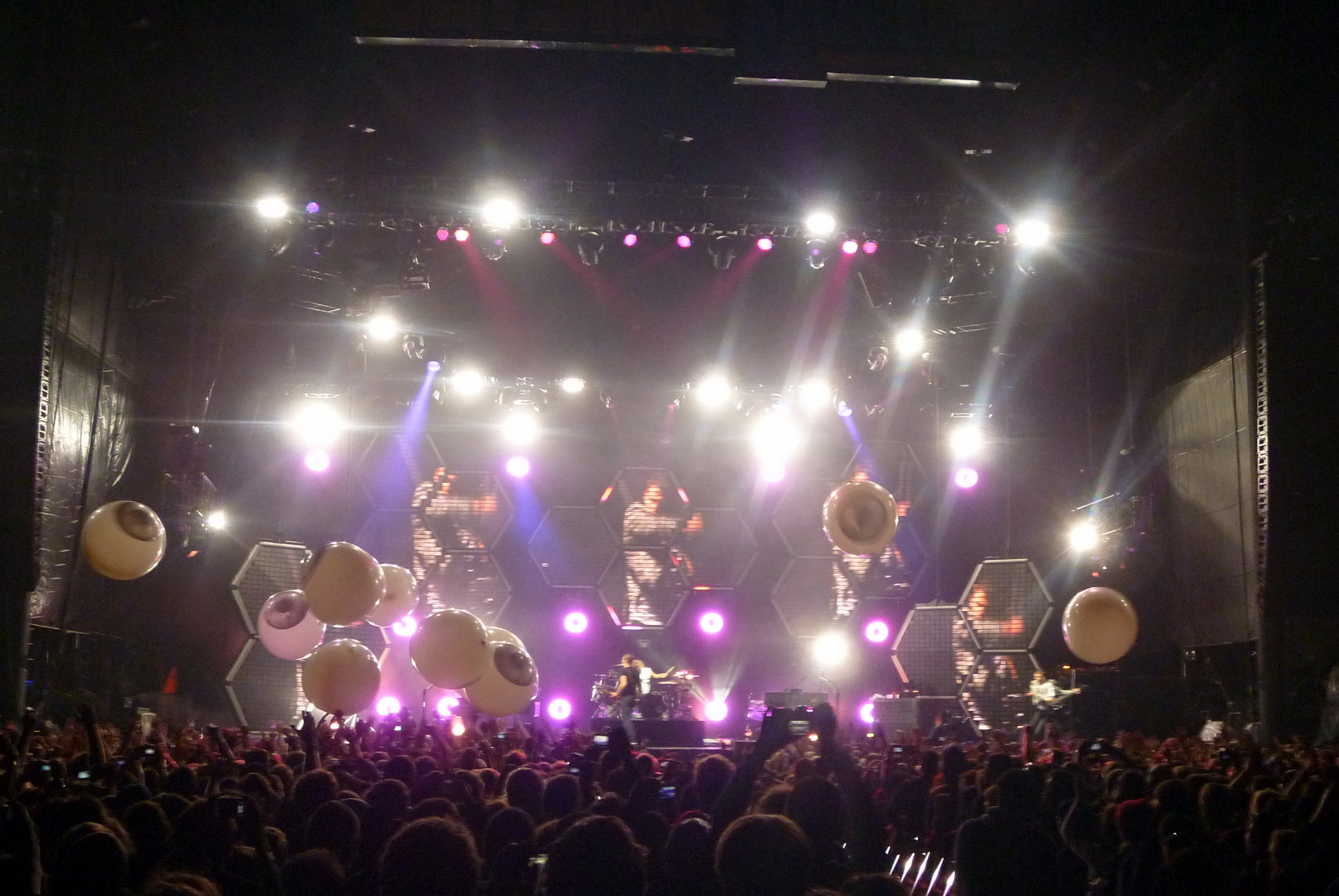

- Best Coast
- Collie Buddz
- Phantogram
- Charles Bradley
- Foster the People
- Lotus
- STRFKR
- Junip
- Pajama Club
- The Infamous Stringdusters
- The Vaccines

- Toro Y Moi
- Vetiver
- The Limousines
- The Stone Foxes
- The Joy Formidable
- Macklemore & Ryan Lewis
- Wye Oak
- Ana Tijoux
- Orgone
- Lord Huron
- Tamaryn
- Grouplove
- The Fresh and Onlys
- Ximena Sarinana
- Ty Segall
- Sunbirds
- Nicki Bluhm & The Gramblers
- Diego's Umbrella
- Ghost Robot
- Paper Diamond

## 2012
- Metallica
- Stevie Wonder
- Neil Young & Crazy Horse
- Jack White
- Foo Fighters
- Beck
- Skrillex
- Norah Jones
- Sigur Ros
- Justice
- Dispatch
- The Kills
- Regina Spektor
- Passion Pit
- Bloc Party
- Andrew Bird
- Grandaddy
- Big Boi
- Explosions in the Sky
- Santigold
- Franz Ferdinand
- MSTRKRFT

- Rebelution
- Die Antwoord
- Fitz and the Tantrums
- Portugal. The Man
- Amadou & Mariam
- Wolfgang Gartner
- Fun.
- Dr. Dog
- The Walkmen
- Washed Out
- City and Colour
- Two Gallants
- Of Monsters and Men
- Mimosa
- Alabama Shakes
- Reggie Watts
- Trampled by Turtles
- Tame Impala
- Jovanotti
- The Be Good Tanyas
- Geographer
- Sharon Van Etten

- Yacht
- Sean Hayes
- Bomba Estéreo
- Dirty Dozen Brass Band
- Big Gigantic
- Thee Oh Sees
- Wallpaper.
- Tennis
- Zola Jesus
- White Denim
- Allen Stone
- The M Machine
- Michael Kiwanuka
- Tanlines
- Father John Misty
- Electric Guest
- Caveman
- Yellow Ostrich
- PAPA
- Honey Island Swamp Band
- Animal Kingdom

## 2013
- Paul McCartney
- Pretty Lights
- Vampire Weekend
- Nine Inch Nails
- Red Hot Chili Peppers
- Phoenix
- Jurassic 5
- Yeah Yeah Yeahs
- Kaskade
- The National
- Hall & Oates

- Grizzly Bear
- D'Angelo
- Matt and Kim
- Young the Giant
- Youth Lagoon
- Dawes
- Band of Horses
- Willie Nelson
- Thao and the Get Down Stay Down
- Cherub